# Invicta 4.5 Litre
Invicta 4.5 Litre är en personbil, tillverkad av den brittiska biltillverkaren Invicta mellan 1929 och 1933.

## Bakgrund
Noel Macklin började bygga bilar hemma i sitt garage i Cobham, Surrey. De ingående komponenterna köptes in från utomstående tillverkare. De första bilarna fick en fyrcylindrig motor från Coventry Climax men den ersattes snart av sexcylindriga motorer från motortillverkaren Meadows med en slagvolym på 2,5 liter. 1928 växte motorn till 3 liter.

## Invicta 4.5 Litre
Till 1929 växte motorn ytterligare till 4,5 liter i den nya NLC-Type. Med motorns höga vridmoment och en topphastighet på 85 mph hade bilen definitivt växt ur både chassi och bromsar. 1930 ersattes NLC av den förbättrade A-Type.

### Invicta S-Type

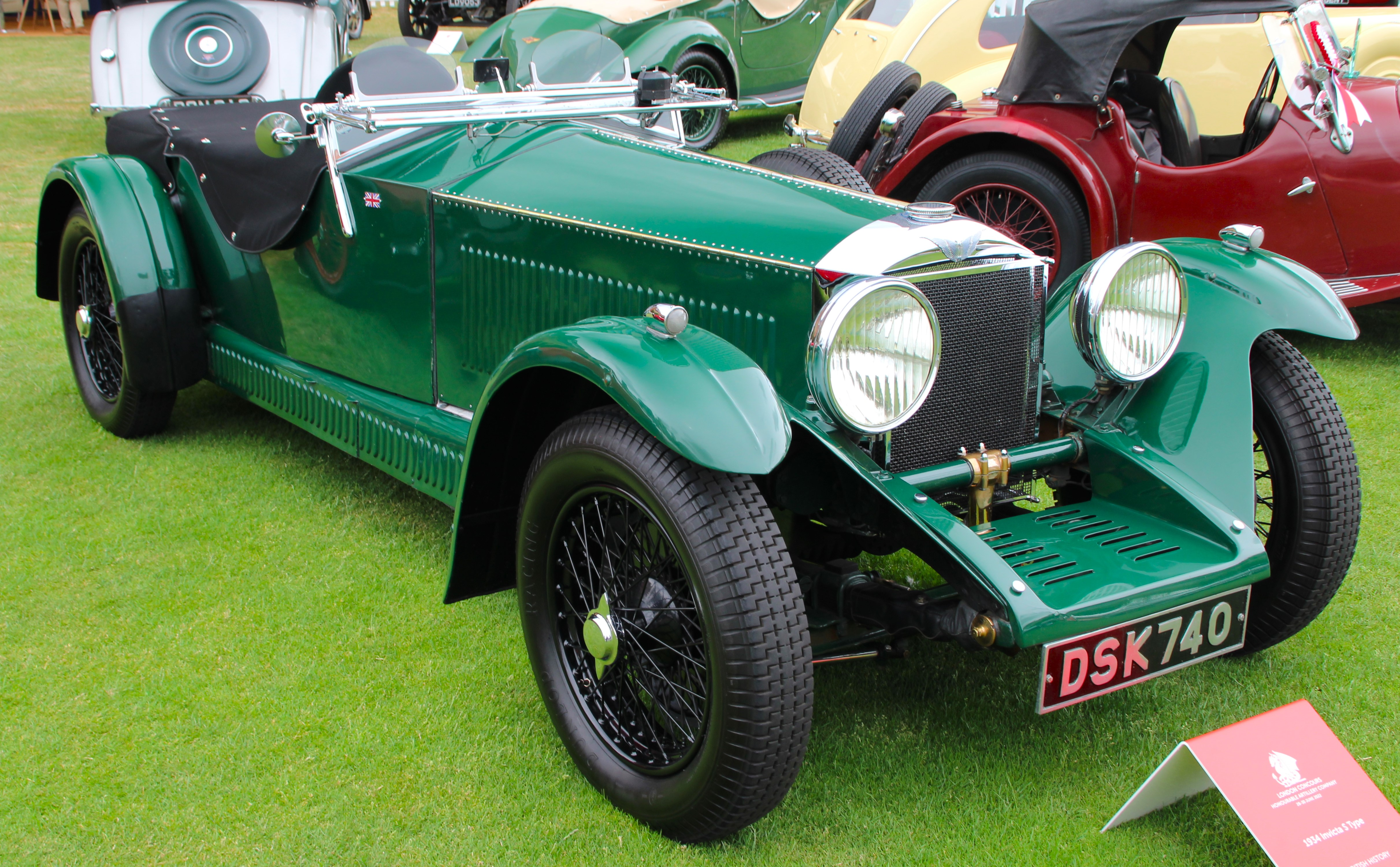
Invicta S-Type 1934

1930 introducerades även sportbilen S-Type. Bilen hade ett lättat chassi av ”underslung”-typ, det vill säga att de längsgående rambalkarna löpte under bakaxeln. På så sätt fick man ned både höjden och tyngdpunkten på bilen. Invicta byggde 77 exemplar av S-Type fram till 1933, då motoreffekten stigit till 140 hk och toppfarten till 100 mph. Då lade Macklin ned verksamheten och gick vidare till Railton.
Invictas kunder tävlade framgångsrikt med sina S-Type inom bilsporten. 1931 vann Donald Healey Monte Carlo-rallyt med en Invicta och året därpå kom han på andra plats.

## Motor
| Modell    | Motor              | Cylindervolym | Effekt | Bränslesystem       |
| --------- | ------------------ | ------------- | ------ | ------------------- |
| 4.5 litre | 6-cyl radmotor ohv | 4469 cm³      | 100 hk | Dubbla SU-förgasare |
| S-Type    | 6-cyl radmotor ohv | 4469 cm³      | 115 hk | Dubbla SU-förgasare |